# Enrique de Isasi

Enrique de Isasi e Ivison (Jerez de la Frontera, provincia de Cádiz, 1899 - 1983) era hijo de Enrique de Ysasi y González y Petronila Ivison Pastor, y sobrino-nieto de Manuel de Ysasi. Fue un escritor y fotógrafo español, director general de la bodega Wisdom & Warter, miembro de la Real Academia San Dionisio de Ciencias, Artes y Letras de Jerez de la Frontera.

## Obras principales
- Con una copa de Jerez, 1959
- De Jerez... a por Jerez Hauser y Menet. Madrid, 1972